# حلال (محصولات غذایی)
حلال به غذاهایی گفته می‌شود که در دین اسلام مصرف آن‌ها مجاز است. حلال همچنین عنوان مجموعه‌ای از نام نشان‌های تجاری (برند) است که بر محصولات غذایی درج می‌شود. این نام برگرفته از معنی غذای حلال است که در دین اسلام آمده است و اولین بار محصولات غذایی حلال در کشور مالزی به وجود آمده است. در چند سال اخیر این علامت تجاری غذایی به صورت یک علامت جهانی از طرف کشورهای اسلامی در دنیا معرفی شده‌است به‌طوریکه در کشورهای غیر اسلامی نیز از استقبال خوبی برخوردار شده‌است.
به گفته مسئولین کشاورزی ایران گردش مالی تجارت غذای حلال در سال ۲۰۰۶ در جهان اسلام ۱۵۰ میلیارد دلار اعلام شده که سهم ایران با توجه به دارا بودن ۵ تا ۶ درصد جمعیت جهان اسلام، ۳۲۰ میلیون دلار و بسیار ناچیز است.

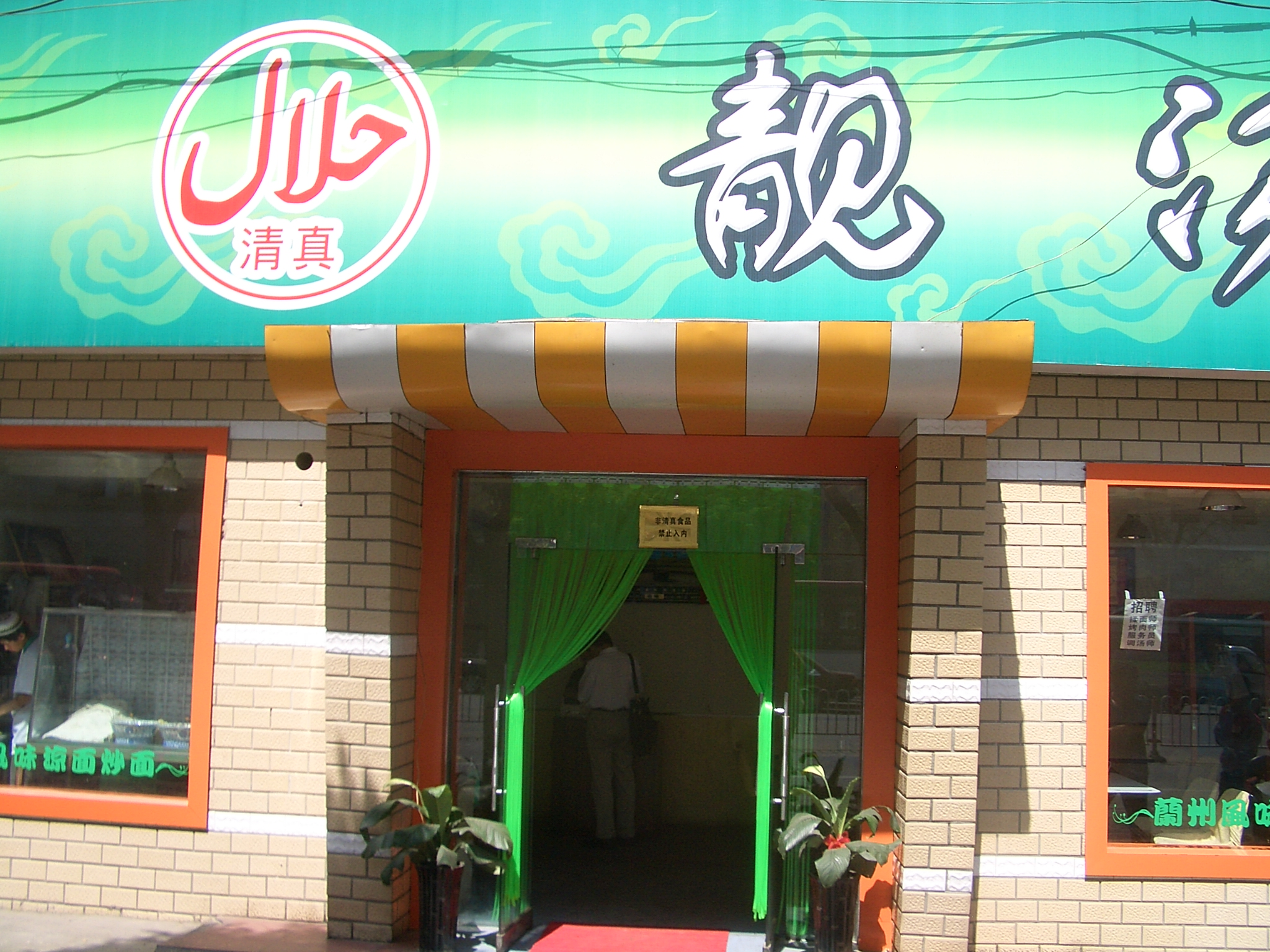
یک رستوران سوپ رشته حلال در لانژو

## اهداف و دیدگاه‌ها
در بین کشورهای مسلمان، مالزی در بحث غذای حلال پیشگام است، و ایران نیز در میان ۱۵ کشور اسلامی عضو، از پتانسیل خوبی برای این اقدام برخوردار است.
نمایشگاه و همایش‌های بین‌المللی حلال برای معرفی ظرفیت‌های عظیم تولیدات محصولات حلال و برای آشنایی و تجارت متقابل بنگاه‌های اقتصادی برگزار می‌شود تا همه کشورهای مسلمان از این بستر استفاده نمایند. بازار جهانی چند میلیارد دلاری محصولات حلال، ابزاری برای ایجاد بازار مشترک اسلامی و همبستگی کشورهای اسلامی و اعضای سازمان کنفرانس اسلامی است.
نهادهای قانونگذار کشورهای اسلامی برای افزایش رقابت محصولات حلال در بازار جهانی، اقدام به تهیه قرارداد تعرفه ترجیحی برای کالاها و خدمات حلال کرده‌اند و پژوهش و تحقیقات علمی حلال ابزار لازم و اصلی برای گسترش تجارت حلال می‌باشند که از سوی نهادهای سازمان همکاری اسلامی از جمله بانک توسعه اسلامی IDB حمایت‌های مالی و فنی در زمینه تحقیقات حلال قرار می‌گیرند.

تدوین «استاندارد غذای حلال» توسط کارشناسان استاندارد کشورهای اسلامی از اقدامات مهمی است که راه را برای اجرای استاندارد حلال سازمان کنفرانس اسلامی در کلیه کشورهای اسلامی آماده سازد تا صدور گواهی برند حلال در سراسر جهان توسط سازمان‌های مجاز با هماهنگی مؤسسه استاندارد و اندازه‌شناسی کشورهای اسلامی (اسمیک) انجام پذیرد و باعث سهولت در امور واردات و صادرات می‌شود.
نظارت بر سازمان‌های گواهی حلال در این کشورها، به منظور تشویق و حمایت از پروژه‌های انجام شده از دیگر فعالیت‌هایی این مرکز می‌باشد.

کشورهای اسلامی در نظر دارند تا در زمینه خدمات مالی حلال، به تدوین «استاندارد خدمات مالی حلال» توسط بانک‌های مرکزی و مراکز مالی کشورهای اسلامی عضو سازمان کنفرانس اسلامی بپردازند و شرکت‌ها و بازرگانان کشورهای اسلامی را ترغیب به سرمایه‌گذاری بیشتر در صنایع حلال در جهان نمایند.

در این زمینه صنایع کوچک بنگاه‌های اقتصادی فعال در صنعت حلال از طریق یک شبکه در کشورهای اسلامی با همکاری موسسات استاندارد کشورهای عضو سازمان کنفرانس اسلامی و موسسات علمی و تحقیقاتی مرتبط در کشورهای اسلامی به یکدیگر می‌پیوندند.

### حوزه‌های محصولات حلال
بازار جهانی حلال، در غذا متوقف نشده و در سال‌های اخیر به حوزه‌های دیگری نیز افزایش پیدا نموده است. اگرچه فعلاً فقط استاندارد غذای حلال توسط ۵۷ کشور اسلامی در قالب سازمان همکاری‌های اسلامی (OIC)در اکتبر ۲۰۱۰ در استانبول ترکیه تدوین و به امضاء رسیده اما در نظر دارند تا برای پاسخ به تقاضای بازار جهانی در تحقق استانداردهای جهانی حلال و تجارت محصولات حلال در حوزه‌های ذیل نیز وارد شوند:
- غذای حلال
- داروی حلال
- مواد بهداشتی حلال
- مواد آرایشی حلال
- گردشگری حلال
- خدمات مالی حلال از قبیل بانکداری، بورس، صکوک، بیمه، فاینانس و…
- ترانزیت حلال
- پوشاک حلال
- خدمات جانبی حلال از قبیل رسانه، ورزش و تفریحات، کسب و کار و…

isiri.org.ir== غذای حلال در متون دینی مسلمانان ==
در متون دینی مسلمان‌ها و کتاب قرآن اشاره‌هایی و آیاتی مرتبط با غذای حلال، وجود دارد و تأکید دارند که غذای حرام در جسم و روح انسان تأثیر سوء دارد.
کشورهای مسلمان اعتقاد دارند چنانچه موضوع کد حلال به‌صورت یک استاندارد درآید می‌تواند برای مسلمین کشورهای اسلامی ایجاد یک هویت مستقل کند.
بدست آوردن سود مناسب در بعد جهانی و ایجاد همگرایی بین کشورهای مسلمان از اهداف ایجاد نشان حلال برای مواد غذایی است.

### غذاهای حلال و حرام از نگاه مسلمانان
قرآن کتاب مسلمانان، پیروان خود را توصیه به خوردن چیزهای پاک می‌کند.
| شماره سوره | شماره آیه | موضوع |
| ---------- | --------- | --- |
| سوره ۶     | آیه ۱۴۵   | ﴿قُلْ لَا أَجِدُ فِي مَا أُوحِيَ إِلَيَّ مُحَرَّمًا عَلَىٰ طَاعِمٍ يَطْعَمُهُ إِلَّا أَنْ يَكُونَ مَيْتَةً أَوْ دَمًا مَسْفُوحًا أَوْ لَحْمَ خِنْزِيرٍ فَإِنَّهُ رِجْسٌ أَوْ فِسْقًا أُهِلَّ لِغَيْرِ اللَّهِ بِهِ ۚ فَمَنِ اضْطُرَّ غَيْرَ بَاغٍ وَلَا عَادٍ فَإِنَّ رَبَّكَ غَفُورٌ رَحِيمٌ﴾ بگو در آنچه به من وحی شده‌است بر خورنده‌ای که آن را می‌خورد هیچ حرامی نمی‌یابم مگر آنکه مردار یا خون ریخته یا گوشت‌خوک باشد که این‌ها همه پلیدند یا [قربانیی که] از روی نافرمانی [به هنگام ذبح] نام غیر خدا بر آن برده شده باشد پس کسی که بدون سرکشی و زیاده‌خواهی [به خوردن آنها] ناچار گردد قطعاً پروردگار تو آمرزنده مهربان است.                    |
| سوره ۱۶    | آیه ۱۱۴   | ﴿فَكُلُوا مِمَّا رَزَقَكُمُ اللَّهُ حَلَالًا طَيِّبًا وَاشْكُرُوا نِعْمَتَ اللَّهِ إِنْ كُنْتُمْ إِيَّاهُ تَعْبُدُونَ﴾ پس از آنچه خدا شما را روزی کرده‌است‌حلال [و] پاکیزه بخورید و نعمت‌خدا را اگر تنها او را می‌پرستید شکر گزارید |
| سوره۱۶     | آیه۱۱۵    | ﴿إِنَّمَا حَرَّمَ عَلَيْكُمُ الْمَيْتَةَ وَالدَّمَ وَلَحْمَ الْخِنْزِيرِ وَمَا أُهِلَّ لِغَيْرِ اللَّهِ بِهِ ۖ فَمَنِ اضْطُرَّ غَيْرَ بَاغٍ وَلَا عَادٍ فَإِنَّ اللَّهَ غَفُورٌ رَحِيمٌ﴾جز این نیست که [خدا] مردار و خون و گوشت‌خوک و آنچه را که نام غیر خدا بر آن برده شده حرام گردانیده است [با این همه] هر کس که [به خوردن آنها] ناگزیر شود و سرکش و زیاده‌خواه نباشد قطعاً خدا آمرزنده مهربان است. |
| سوره ۱۶    | آیه ۱۱۶   | ﴿وَلَا تَقُولُوا لِمَا تَصِفُ أَلْسِنَتُكُمُ الْكَذِبَ هَٰذَا حَلَالٌ وَهَٰذَا حَرَامٌ لِتَفْتَرُوا عَلَى اللَّهِ الْكَذِبَ ۚ إِنَّ الَّذِينَ يَفْتَرُونَ عَلَى اللَّهِ الْكَذِبَ لَا يُفْلِحُونَ﴾ و برای آنچه زبان شما به دروغ می‌پردازد مگویید این حلال است و آن حرام تا بر خدا دروغ بندید زیرا کسانی که بر خدا دروغ می‌بندند رستگار نمی‌شوند. |
| سوره۵      | آیه ۴     | ﴿يَسْأَلُونَكَ مَاذَا أُحِلَّ لَهُمْ ۖ قُلْ أُحِلَّ لَكُمُ الطَّيِّبَاتُ ۙ وَمَا عَلَّمْتُمْ مِنَ الْجَوَارِحِ مُكَلِّبِينَ تُعَلِّمُونَهُنَّ مِمَّا عَلَّمَكُمُ اللَّهُ ۖ فَكُلُوا مِمَّا أَمْسَكْنَ عَلَيْكُمْ وَاذْكُرُوا اسْمَ اللَّهِ عَلَيْهِ ۖ وَاتَّقُوا اللَّهَ ۚ إِنَّ اللَّهَ سَرِيعُ الْحِسَابِ﴾از تو می‌پرسند چه چیزی برای آنان حلال شده‌است بگو چیزهای پاکیزه برای شما حلال گردیده و [نیز صید] حیوانات شکارگر که شما به عنوان مربیان سگهای شکاری از آنچه خدایتان آموخته به آن‌ها تعلیم داده‌اید [برای شما حلال شده‌است] پس از آنچه آن‌ها برای شما گرفته و نگاه داشته‌اند بخورید و نام خدا را بر آن ببرید و پروای خدا بدارید که خدا زودشمار است. |
| سوره۵      | آیه ۸۷    | ﴿يَا أَيُّهَا الَّذِينَ آمَنُوا لَا تُحَرِّمُوا طَيِّبَاتِ مَا أَحَلَّ اللَّهُ لَكُمْ وَلَا تَعْتَدُوا ۚ إِنَّ اللَّهَ لَا يُحِبُّ الْمُعْتَدِينَ﴾ ای کسانی که ایمان آورده‌اید چیزهای پاکیزه‌ای را که خدا برای [استفاده] شما حلال کرده حرام مشمارید و از حد مگذرید که خدا از حدگذرندگان را دوست نمی‌دارد |
| سوره ۵     | آیه۹۰     | ﴿يَا أَيُّهَا الَّذِينَ آمَنُوا إِنَّمَا الْخَمْرُ وَالْمَيْسِرُ وَالْأَنْصَابُ وَالْأَزْلَامُ رِجْسٌ مِنْ عَمَلِ الشَّيْطَانِ فَاجْتَنِبُوهُ لَعَلَّكُمْ تُفْلِحُونَ﴾ای کسانی که ایمان آورده‌اید شراب و قمار و بتها و تیرهای قرعه پلیدند [و] از عمل شیطانند پس از آن‌ها دوری گزینید باشد که رستگار شوید |

## دورنمای تجارت غذای حلال در جهان
مسلمانان جهان با جمعیت حدود ۱٫۸ میلیارد نفری، نزدیک به ۲۵٪ جمعیت مردم جهان را تشکیل می‌دهند. در حالی که تنها فروش سالیانه خرده فروشان گوشت حلال در انگلستان ۹۰۰ میلیون دلار و ارزش معاملات سالیانه جهانی برای کل تجارت حلال، ۲۱۰۰ میلیارد دلار ارزیابی شده‌است و این غیر از بازاری است که غیر مسلمانان نیز در آن حضور خواهند داشت.
دولت‌های اسلامی و سازمان همکاری اسلامی با توجه به آمار و ارقام این تجارت میلیاردی، پتانسیل بالای تجارت غذا و محصولات حلال را پیش‌بینی می‌کنند و برای آن برنامه‌ریزی می‌کنند.

### ورود کشورهای غیر مسلمان به غذای حلال
برند حلال در سطح جهان در حال توسعه است کشورهای غیرمسلمان نیز علاقه‌مندی خود در ورود به تجارت در محصولات غذایی حلال را نشان داده‌اند به طوری که در بازارهای اروپا محصولات حلال ۱۵ تا ۳۰ درصد گران‌تر از سایر محصولات مشابه به فروش می‌رسند.
در حال حاضر کشورهایی مانند تایلند، انگلیس و آمریکا نیز که دین رسمی آنها اسلام نیست، برای کسب بازار و درآمد به بازار شناسی کشورهای اسلامی و محصولات حلال توجه جدی پیدا کرده‌اند و تایلند یکی از کشورهای پیشرو در تجارت محصولات غذایی حلال است.
براساس تحقیقات انجام شده در مناطق مسلمان‌نشین اروپا بیش از ۶۱ درصد از مدارس از گوشت خوک در هیچ غذایی استفاده نمی‌کنند، همچنین ۱۲ درصد از مدارس صرفاً غذای حلال برای دانش‌آموزان سرو می‌کنند.
رشد صنعت غذایی حلال در سراسر جهان حاکی از اقبال غیر مسلمانان به این نوع گوشت دارد.
نشان حلال یک نوع نشان کیفیت است، که کشورهای اسلامی سعی دارند نشان حلال را در همه کشورها بر اساس استاندارد جهانی مصوب در اکتبر ۲۰۱۰ در استانبول به یک نشان واحد تبدیل کنند. این برند، آرم واحد حلال در میان کشورها است.

### بازار حلال اروپا
بازار محصولات غذایی حلال در اروپا دارای ارزشی معادل با ۱۰۰ میلیارد دلار تخمین زده شده‌است که این میزان شامل گوشت، غذای تازه و غذای بسته‌بندی شده می‌باشد، که این میزان با حجم بازار جهانی با ارزشی نزدیک به ۶۴۰ میلیارد دلار هنوز فاصله دارد. از همین رو منافع مالی و ارزش رو به رشد صنعت غذایی حلال موجب شده تا بسیاری از تولیدکنندگان صنایع غذایی اروپا توجه جدی به آن داشنه باشند و بخشی از محصولات خود را به محصولات غذایی حلال اختصاص دهند که این امر می‌تواند پاسخگوی نیاز مسلمانان در غرب و مسافران مسلمان و حتی جمعیت از غیر مسلمانان علاقه‌مند به این محصولات باشد.
بدنبال رشد روزافزون تقاضای مسلمین و غیر مسلمین، غذاهای حلال که بر اساس شریعت اسلامی تهیه شده‌اند، به سوی سوپرمارکت‌های اروپایی روانه می‌شوند.
آقای ون یک، نایب رئیس اجرایی شرکت نستله، بزرگترین گروه غذایی، به رویتر گفت: ما مشاهده می‌کنیم که این تولیدات تنها مختص فروشگاه‌های خاص نبوده بلکه در فروشگاه‌های مدرن نیز وجود دارند. وی افزود شرکت نستله اخیراً فروش سلسله غذاهای گوشتی و یخ زدهٔ حلال را در فرانسه شروع کرده‌است.
ون یک اشاره کرد که هم‌اکنون نیز زنجیره‌های معروف نظیر تسکوی بریتانیا و کارفور فرانسه، تعداد وسیعی از تولیدات حلال را برای بازار فروش خود سفارش می‌دهند.
پودر شیر، کمک کننده‌های پخت و پز، ادویه‌جات و سس در زمرهٔ معروف‌ترین محصولات حلال هستند که هم‌اکنون در اروپا یافت می‌شوند. ون یک که در نمایشگاه جهانی تولیدات محصولات حلال در ۱۸ و ۱۷ نوامبر در لاهه شرکت کرده بود، ابراز امیدواری کرد که تجارت غذاهای حلال در اروپا تا ۲۰ الی ۲۵ درصد در دههٔ آینده رشد داشته باشد. در حالی که نرخ بازار جهانی حدود ۶۳۴ میلیارد دلار است، بهای کل بازار غذاهای حلال در اروپا ۶۶ میلیارد دلار تعیین شده‌است که شامل گوشت، غذاهای تازه و بسته‌بندی شده می‌باشد. مفهوم حلال - به معنی " مجاز " در لغت عربی - عرفاً برای غذا به کار می‌رود، لذا مسلمین باید تنها از گوشت حیواناتی تغذیه کنند که به‌طور شرعی با چاقوی تیز سر بریده شده باشند و نام خداوند در هنگام ذبح ذکر گردد.
در حال حاضر سایر کالاها و خدمات می‌توانند زیر مفهوم " حلال " قرار گیرند، که شامل البسه، لوازم آرایشی، داروها و خدمات مالی هستند.

### افزایش تمایل به استفاده از غذای حلال

#### فیلیپین
در فیلیپین بسیاری از تولیدکنندگان در پی افزایش تقاضای مصرف‌کنندگان مسلمان و غیرمسلمان فیلیپینی برای استفاده از مواد غذایی حلال، بدنبال تأئیدیه حلال برای محصولات خود هستند.
تولیدکنندگان فیلیپینی محصولات کنسرو ماهی می‌گویند اغلب مصرف‌کنندگان فیلیپینی، نسبت به سلامتی خود حساس هستند و به همین علت ترجیح می‌دهند از مواد غذایی و محصولات حلال استفاده کنند.
داشتن برچسب حلال، فروش محصولات غذایی را افزایش می‌دهد، خیلی از شرکت‌ها و کارخانههای صنعتی، تأییدیه حلال را از بزرگترین مرکز تأیید حلال بودن محصولات در فیلیپین دریافت کرده‌اند.

#### ایتالیا
در رم نخستین فروشگاه بزرگ گوشت حلال برای استفاده مسلمانان گشایش یافته تا بتوانند گوشتی را خریداری کند که براساس اصول اسلام و شرع ذبح شده‌است.
مهاجران مسلمان و تازه مسلمانان شدگان ایتالیایی می‌توانند گوشت حلال را از قصابی‌ها تهیه کنند اما اکنون امکان خرید محصولات گوشتی حلال در فروشگاه‌های بزرگ به وجود آمده است.
جمعیت مسلمانان ایتالیا حدود ۲/۱ میلیون نفر تخمین زده شده که براساس آمار غیررسمی ۲۰ هزار نفر از آن‌ها را تازه مسلمانان ایتالیایی تشکیل داده‌اند.

#### بریتانیا
«مهش جایانارایان» رئیس صنایع غذایی حلال در بریتانیا می‌گوید: «اگر به برخی ارقام توجه کنید مشاهده می‌کنید که بخش حلال در بریتانیا بین ۲ تا ۴ میلیارد پوند ارزش دارد، که بیشتر آن وارداتی است.»
وی معتقد است که مرکز صنایع حلال در ولز جنوبی مستقر خواهد شد و انتخاب محل نیز به علت صنایع گوشتی آن منطقه و قیمت‌های مناسب زمین بوده‌است.

اجرای نخستین پروژه دراین رابطه می‌تواند به راه‌اندازی سایر مراکز صنایع غذایی حلال در سراسر اروپا شود که این امر در رابطه با کشورهایی چون آلمان و فرانسه که جمعیت مسلمانان آن‌ها قابل توجه است مورد تأکید قرار می‌گیرد.
این مرکز در آینده در نظر دارد یک بورس سهام اسلامی در لندن یا لوکزامبورگ راه‌اندازی کند تا توسعه تشکیلات اقتصادی اسلامی را ترویح کند.

#### فرانسه
«آنتوآن بنول» مدیر سالن «Halal Expo» با بیان این مطلب گفت: بیش از پنج میلیون مسلمان در فرانسه زندگی می‌کنند و بازار محصولات حلال این کشور سرمایه‌ای بالغ بر چهار میلیارد دلار را در اختیار دارد، بنابراین برگزاری نمایشگاه محصولات حلال در این کشور از اهمیت بسیار زیادی برخوردار است.
وی افزود: با توجه به اینکه تولید محصولات حلال روز به روز در حال افزایش است، سالن نمایشگاهی «Halal Expo» بیش از گذشته پذیرای شرکت‌های غیراروپایی تولیدکننده مواد حلال است و فرصت ارائه محصولات را به این شرکت‌ها می‌دهد.
بنابر نتایج یک نظرسنجی که اخیراً در فرانسه منتشر شده‌است، شرکت‌های تولیدکننده محصولات حلال با مشکل دریافت برچسب استاندارد از فرانسه روبرو هستند، البته یکی از دلایل به وجود آمدن این مشکل، پیچیدگی کار شرکت‌های ارائه‌دهنده استاندارد عنوان شده‌است.

#### آمریکا
نخستین فروشگاه حلال در آلاسکا در شهر آنکوریج که در حدود ۴ هزار مسلمان دارد راه‌اندازی شده‌است و محصولات لبنی و گوشتی را که مطابق با شرع اسلام تهیه شده‌است را در اختیار مسلمانان قرار می‌دهد.
مسلمانان این شهر همچنین برای اولین بار محلی را برای برپایی نماز جماعت اجاره کرده‌اند که علاوه بر برپایی نماز جماعت، اقدام به برگزاری کلاس‌های آموزش احکام و قرآن در آن می‌کنند.
قرار است در آینده نزدیک با کمک مردم مسلمان این منطقه مسجدی در این شهر بنا شود.
اولین فروشگاه مواد غذایی حلال برای رفع نیازهای مسلمانان آلاسکا افتتاح شد.
به گزارش خبرگزاری آسو شیتدپرس، این فروشگاه در شهر آنکوریج که در حدود ۴ هزار مسلمان دارد راه‌اندازی شده‌است و محصولات لبنی و گوشتی را که مطابق با شرع اسلام تهیه شده‌است را در اختیار مسلمانان قرار می‌دهد.
مسلمانان این شهر همچنین برای اولین بار محلی را برای برپایی نماز جماعت اجاره کرده‌اند که علاوه بر برپایی نماز جماعت، اقدام به برگزاری کلاس‌های آموزش احکام و قرآن در آن می‌کنند.

#### نستله
نایب رئیس اجرایی شرکت نستله رشد روزافزون برای تقاضای غذاهای حلال را نه تنها از سوی مسلمین، بلکه از جانب غیر مسلمین نیز یادآور شد. وی می‌گوید: بیش از ۲۰ درصد جمعیت جهان را مسلمانان تشکیل می‌دهند و این جمعیت انتظارات و احتیاجاتی نیز دارند. اگر آن‌ها مطمئن باشند که غذاها و نوشیدنیهایی که استفاده می‌کنند مطابق با باورهایشان است، شرکتی مثل ما تلاش بیشتری خواهد کرد که این نیاز را برآورده سازد.
شرکت نستله از نظر تهیهٔ غذاهای حلال در رأس قرار دارد که حدود ۵/۲۳ میلیارد دلار در سال ۲۰۰۸ (۵ درصد درآمد سالانهٔ شرکت) فروش داشته‌است. این بازارها و غذاهای حلال بیشتر در کشورهای مالزی، اندونزی، ترکیه و کشورهای خاورمیانه قرار دارند.

فرانسه، بریتانیا و آلمان از بازارهای کلیدی غذاهای حلال در اروپا به‌شمار می‌آیند. گروه ما برنامه‌ای را طرح کرده تا به بازارهای سوئیس پیشنهاد کند در رابطه با انتخاب تولیدات غذاهای حلال تا سال ۲۰۱۰ اقدام کند.
الکساندر کلین، مدیر شرکت نستله معتقد است: ما تقاضای وسیعی از فروشندگان برای محصولات حلال دریافت کرده‌ایم به همین دلیل است که می‌خواهیم روی آن تمرکز کنیم.
حدود ۸۵ کارخانه از ۴۵۶ کارخانهٔ جهانی نستله هم‌اکنون دارای شناسنامهٔ غذاهای حلال هستند. سازمان کنفرانس اسلامی در حال کار کردن روی یک استاندارد واحد است که در ۵۷ کشور عضو خود، کاربرد داشته باشد. این حرکتی است که سرعت تولیدات را افزایش خواهد داد.